# لیرابی (اردل) دهدز
لیرابی[شهرک منتظری]، روستایی از توابع بخش مرکزی شهرستان اردل در استان چهارمحال و بختیاری است. 

## نویسنده یاسین میرمرق آبی میرون
پیج اینستاگرام هاشمی یاسین
yasimirll

## نژاد و طوایف
همه‌ی اولا ها باهم هم خون و برادر هستن   
اکثر طوایف روستای لیرابی از شاخه هفت لنگ و باب دینارانی شامل طایفه «اورک» و تیره چهار بنیچه می‌باشند. لیرابی چهاربرادر در آن زندگی می کنند //میرتاجدالدین /میرحیدر /میرعلیرضا/میرخسرو ایلاغ گرمسیری مرقاب   

## طایفه اورک
چهار بنیچه کلبعلی/فرامرزی/میر/کی کریمی
جلالی
شیرانی
اولاد حاجعلی
قلعه سردی
لجم اورک آر) احمدی اسماعیل وندی ، سخندری و...)
قنبری (گودرزی)
خدا بخشی
زندی
شیوندی
موزرمی
خواجه
لندى
غریبی
گل با مکی
آل داوودی
کی شیخ عالی
شیخ چهل تنانی
شهپیری
گوزلکی
ممسنی
عرب
پسمکن
سادات حسینی

## چهاربنیچه
- طایفه چهاربنیچه:

چهاربنیچه طایفه ای از طوایف ایل اورک باب دیناران شاخه هفت لنگ بختیاری می باشد.طبق جستارهای وابسته و بدون منبع جمعیت چهاربنیچه بیش از بیست هزار نفر تخمین زده شده.در فرهنگ لغت بنیچه به معنای ریشه و چهاربنیچه به معنای گرفته شده از چهار ریشه وابسته به هم می باشد.چهاربنیچه از پر جمعیت ترین طایفه اورک می باشد و به پاس حضور فعال و ارزشمند آنها در امور اجتماعی و فرهنگی در سطح منطقه،ایل اورک به آن می بالد و مایه سرافرازی اقوام بختیاری می باشد.طایفه چهاربنیچه از چهار شاخه تشکیل شده و گستردگی جغرافیایی مردم چهاربنیچه شامل: آبسرده ، ارجل ، دره توت ، نوترکی ، کری ، لیرابی ، اردل ، شهرکرد ، فرخشهر ، مینادشت ، فولادشهر ، زرین شهر ، اصفهان ، شاهین شهر ، تهران ، دهدز ، مورد ، مرغاب ، احمد آباد ، کل خواجه ، گرمت ، جفتان ، دره جهود ، دره خصی ، بلداجی ، خانمیرزا ، باغ حیران ، ایذه ، اشکفت بامیر ، باغ انار ، اکبر آباد ، باغملک ، هفتکل ، سرتنگ محمود ، عزیزآباد ، بازفت ، کاوند ، رامهرمز ، ایذه ، آبادان ، مسجدسلیمان ، ماهشهر ، گناوه ، بوشهر ، دلوار ، بندر ریگ ، عسلویه ، بندرعباس ، قشم ، کویت ، آلمان و آمریکا می شود.همچنین چند خانوار از چهاربنیچه در طایفه سعید و در طایفه منجزی سکونت دارند.
شاخه های این تیره عبارتند از:
1-شاخه کلبعلی لالی و آن به یازده اولاد منشعب شده:
الف: اولاد عسکر
ب: اولاد حسن جافر
ج: اولاد حسین شوسی
د: اولاد اسمی و اولاد احسه
هـ: اولاد گرگعلی
ی: اولاد عالیشه
2-شاخه فرامرزی که پنج اولاد تشکیل شده:
الف: اولاد عبدالله
ب: اولاد محمد
ج: اولاد حسن هاشم
د: اولاد عزیز و اولاد میر شکال
شهید علی کیانی فرزند عیدی از اولاد عبدالله می باشد.
3-تش کی کریمی که به سه شاخه تقسیم می شود:
الف: اولاد محمد باندر
ب: اولاد مقصود
د: اولاد کی علیجان
شهید غلامرضا کیانی ، شهید داود کیانی ، شهید کیانی فرزند علیرضا و شهید محمدرضا پور کیان از شاخه کی کریمی بودند.
4-شاخه میر که به چهار اولاد انشعاب پیدا کرده عبارتند از:
الف: اولاد میر علیرضا
ب: اولاد میر حیدر
ج: اولاد میر خسرو
د: اولاد میر تاجدین
شهید میر الهی فرزند اسماعیل و شهید موسی هاشمی از شاخه های میر می باشند.
طایفه چهاربنیچه با توجه به گستردگی و جمعیت زیاد از زمان ایلخانی به صورت دو کدخدایی اداره می شده.در زمان پهلوی آخرین کدخدایان طایفه چهاربنیچه مرحوم مش قباد کیانی و مرحوم ملا ناصر کیانی عهده دار کرا میران و کییان بودند.لازم به ذکر است این دو مرد بزرگ در جوی مسالمت آمیز و برادری نسبت به رتق و فتق امور طایفه با هم همکاری داشته و همچنین نسبت فامیلی نزدیکی میان این دو بزرگوار وجود دارد و در تمام ایل دیناران از حُسن شهرت و کاردانی و لیاقتشان به صورت عام خاص از آنان به نیکی یاد می شود.هم اکنون اداره طایفه به عهده شورای محلی سپرده شده است.ناگفته نماند هر یک از روستاهای چهاربنیچه در دوران پهلوی دارای یک نفر ریش سفید بوده که در حال حاضر شوراهای همیاری عهده دار این مسئولیت می باشند.